# Егоров, Владимир Демьянович
Владимир Демьянович Егоров (7 ноября 1939, д. Речица, Чериковский район, Могилёвская область, БССР — 4 октября 2016) — белорусский государственный деятель, министр внутренних дел Республики Беларусь (1990—1994), председатель КГБ Беларуси (1994—1995), генерал-полковник.

## Биография
После окончания Республиканского культурно-просветительного училища имени Н. К. Крупской в 1958 году работал директором Чериковского районного Дома культуры, после служил в Советской армии.
На комсомольской работе являлся инструктором Могилёвского областного комитета  ЛКСМ Белоруссии, второй, первый секретарь Могилёвского городского комитета ЛКСМ Белоруссии, секретарь и заведующий отделом пропаганды и культурно-массовой работы Могилёвского областного комитета ЛКСМ Белоруссии, заведующий отделом студенческой молодежи ЦК ЛКСМ Белоруссии, председатель Комитета молодежных организаций Белорусской ССР. В 1974—1977 гг. — секретарь ЦК ЛКСМ Белоруссии.
В 1967 году заочно окончил Могилёвский педагогический институт по специальности «история». С 1977 г. — в органах госбезопасности, в 1977—1979 гг. — слушатель Высшей школы КГБ СССР имени Ф. Э. Дзержинского. Был заместителем начальника отдела КГБ при Совете Министров Белорусской ССР.
С 1981 г. — в органах внутренних дел.
- 1982—1984 гг. — начальник УВД исполнительного комитета Брестского областного совета,
- 1984—1985 гг. — первый заместитель министра внутренних дел Белорусской ССР,
- 1985—1986 гг. — министр внутренних дел Латвийской ССР,
- 1986—1989 гг. — заместитель руководителя представительства КГБ СССР — руководитель представительства МВД СССР при МВД Афганистана,
- 1989—1990 гг. — начальник Главного управления внутренних дел на транспорте МВД СССР,
- 1990—1991 гг. — министр внутренних дел Белорусской ССР,

В 1991—1994 гг. — министр внутренних дел Республики Беларусь. 25 января 1994 г. был снят с должности Верховным Советом за допущение ареста в Беларуси Миколаса Бурокявичюса и Юозаса Ермалавичюса, объявленных в Литве в розыск в связи с событиями в январе 1991 г. С 28 июля 1994 года по 20 декабря 1995 г — председатель Комитета государственной безопасности Республики Беларусь.
Депутат Верховного Совета Латвийской ССР 11-го созыва, депутат Верховного Совета Республики Беларусь 13-го созыва, после перешёл в Палату представителей Национального собрания (1996—2000), где возглавлял Комиссию по национальной безопасности. 12 апреля 2000 г. избран в Палату представителей II созыва. Член депутатского объединения «За союз Украины, Беларуси и России» («ЗУБР»).
Похоронен на Восточном кладбище в Минске.

## Награды и звания
Награждён орденами Красного Знамени и «Знак Почёта», 15 медалями.
Заслуженный юрист Республики Беларусь.

## Семья
Был женат, имел двоих сыновей.